# Шербешти (Вранча)
Шербешти (рум. Șerbești) насеље је у Румунији у округу Вранча у општини Видра. Oпштина се налази на надморској висини од 253 m.

## Становништво
Према подацима из 2002. године у насељу је живело 634 становника, од којих су сви румунске националности.